# Gaisgården
Gaisgården är en träningsanläggning för Gais fotbollslag som ligger i Kallebäck i Göteborg. På morgonen den 19 juni 1996 drabbades den av en brand, men byggdes upp igen. Anläggningen har under de senaste åren genomgått omfattande tillbyggnader och renoveringar. Man har bland annat byggt ett gym. Sedan 2009 finns det även en konstgräsplan vid anläggningen. Inför derbymötet mellan Gais och IFK Göteborg i september 2009 vandaliserades Gaisgården genom att någon eller några personer målade en gavel i IFK:s färger blått och vitt. Händelsen polisanmäldes senare av Gais ordförande Christer Wallin. Gais tog ett beslut 2012 om att bygga ut Gaisgården med ytterligare 800 kvadratmeter, varav hälften ska bli kontorslokaler. Det ska även byggas fler omklädningsrum och en ny konstgräsplan. Kostnaden för utökningen av Gaisgården beräknas ligga på 26 miljoner kronor.